# Ricardo Sanz de Samper y Campuzano
Ricardo Sanz de Samper y Campuzano (ur. 19 grudnia 1873 w Santa Fe de Bogota, zm. 22 lutego 1954 w San Remo) – kolumbijski duchowny katolicki, majordomus papieski.
Był synem Rodolfa i Teresy Campuzano. W młodości służył wojskowo, dochodząc do rangi porucznika artylerii. Pełnił funkcję sekretarza kolumbijskiej delegacji dyplomatycznej w Paryżu. W czerwcu 1895 przyjął habit klerycki w Paryżu; kazanie w czasie tej uroczystości wygłaszał zaprzyjaźniony z nim dyplomata watykański, sekretarz nuncjatury paryskiej Szwajcar Alfredo Peri-Morosini. Sanz de Samper ukończył następnie studia w watykańskiej szkole dyplomatycznej (Kościelnej Akademii Szlacheckiej). Po przyjęciu święceń kapłańskich pracował w otoczeniu papieża Leona XIII, który nadał mu tytuł tajnego szambelana (1899). Ten sam tytuł otrzymał od następcy Leona, papieża Piusa X (1903).
Przez sześć lat pełnił czasowo obowiązki mistrza Komnaty Papieskiej. W 1910 otrzymał godność kanonika przy bazylice watykańskiej. W maju tegoż roku uczestniczył w otwarciu po remoncie katedry kantonu szwajcarskiego Ticino w Lugano. W 1911 został powołany na sekretarza Kongregacji Ceremonii.
Papież Benedykt XV mianował go majordomusem papieskim w 1914. Pełnił funkcję gubernatora konklawe po śmierci Benedykta XV (1922); zachował stanowisko majordomusa papieskiego i prefekta Pałacu Apostolskiego także przy kolejnym papieżu, Piusie XI. Istnieją przypuszczenia, że w 1923 Pius XI zamierzał powołać ks. Sanza de Samper do Kolegium Kardynalskiego, ale zrezygnował z planowanej nominacji, nie chcąc by jego postępowanie zostało odebrane jako uległość wobec nacisków króla Hiszpanii Alfonsa XIII, domagającego się kreacji kardynalskiej dla Ameryki Południowej (kapelusze kardynalskie w grudniu 1923 odebrali natomiast dwaj wysocy urzędnicy Kurii Rzymskiej – Evaristo Lucidi i Aurelio Galli).
W 1926 Sanz de Samper, po reformie Kurii, utracił stanowisko majordomusa i zajął się opieką nad ciężko chorym przyjacielem, biskupem Peri-Morosini (zmarł on 27 lipca 1931). Od 1928 nosił tytuł majordomusa emeritusa. W 1949 był świadkiem w procesie beatyfikacyjnym Piusa X. Ze względu na pogarszający się stan zdrowia ostatnie lata życia spędził w San Remo, tam też zmarł 22 lutego 1954 i został pochowany.